# Mp3tag
是一套編輯各種不同音樂檔案格式元数据（像是ID3、APE tag）的免費軟體。

## 簡介
除了可編輯各種音樂檔案格式的元数据，它可以利用檔案本身所擁有的元数据來替檔案重新命名，以利檔案的整理。另外它也支援Freedb、Discogs和MusicBrainz線上音樂資料庫，可以自動取得音樂檔案的資訊。

## 功能
- 可同時對複數檔案寫入ID3v1.1、ID3v2.3、ID3v2.4、iTunesMP4、WMA、Vorbis comment和APEv2 tag等支援的元数据。
- 完整的Unicode支援。
- 支援嵌入式的音樂專輯封面。
- 自動產生播放清單。
- 可取得所有的子資料夾檔案。
- 對複數檔案刪除一部分或是所有的標籤。
- 利用標籤所提供的資訊替檔案重新命名。
- 從檔案名稱取得標籤資訊。
- 重新編排標籤與檔案名稱。
- 支援正規表示式。
- 以特定格式匯出標籤資訊（像是HTML、RTF、CSV等）。
- 從線上音樂資料庫像匯入標籤資訊（亦可手動搜尋）。
- 從本地端的音樂資料庫匯入標籤資訊[3]。

## 支援格式
AAC、ALAC、AIFF（AIF／AIFC／AIFF）、DSF、FLAC、Matroska（MKA／MKV）、APE、MP3、MPEG-4（MP4／M4A／M4B／M4V／iTunes）、MPC、Ogg、Opus、OptimFROG（OFR／OFS）、SPX、TAK、TTA、WMA、WV、WAV、WebM。

## 外部連結
- 官方網站（英文）（页面存档备份，存于）
- 官方論壇（英文）（页面存档备份，存于）